# Full Gear (2022)
Full Gear (2022) foi um evento de wrestling profissional transmitido em formato pay-per-view (PPV) produzido pela All Elite Wrestling (AEW). Aconteceu no sábado, 19 de novembro de 2022, no Prudential Center em Newark, Nova Jersey. Isso marcou o primeiro PPV da AEW a ser realizado na área dos três estados O evento contou com o retorno de Saraya ao ringues em sua primeira luta desde dezembro de 2017, e o retorno da The Elite (Kenny Omega e The Young Bucks - Matt e Nick Jackson) após a suspensão resultante da conflito pós-show com CM Punk no All Out. Esse foi o quarto evento na cronologia do Full Gear.
O card contou com treze lutas, incluindo três no pré-show Zero Hour. No evento principal, MJF derrotou Jon Moxley para vencer o AEW World Championship. Em outras lutas importantes, Saraya derrotou Dr. Britt Baker, DMD, The Acclaimed (Max Caster e Anthony Bowens) derrotaram Swerve In Our Glory (Swerve Strickland e Keith Lee) para reter o AEW World Tag Team Championship e, na luta de abertura, "Jungle Boy" Jack Perry derrotou Luchasaurus por submissão em uma luta Steel Cage.

## Produção

### Introdução
Full Gear é um pay-per-view (PPV) realizado anualmente por volta do Dia dos Veteranos pela All Elite Wrestling (AEW) desde 2019. É um dos PPVs "Big Four" da AEW, que inclui Double or Nothing, All Out, e Revolution, seus quatro maiores shows produzidos trimestralmente. Durante All Out em 4 de setembro de 2022, foi anunciado que o quarto evento Full Gear aconteceria no sábado, 19 de novembro de 2022, no Prudential Center em Newark, New Jersey. Também foi anunciado que o dia 18 de novembro episódio de Friday Night Rampage iria ao ar do mesmo local. Os ingressos para os dois shows estaria disponíveis em 23 de setembro.

### Rivalidades
Full Gear contou com lutas de wrestling profissional que envolveram lutadores diferentes de rivalidades e histórias preexistentes. Os lutadores retratam heróis, vilões, ou personagens menos distinguíveis em eventos que criaram tensão e culminaram em uma luta ou série de lutas. As histórias foram produzidas nos programas de televisão semanais da AEW, Dynamite e Rampage, os programas complementares de streaming online, Dark e Elevation, e na série do YouTube dos Young Bucks Being The Elite.
Após um hiato de quatro meses, MJF fez seu retorno no All Out como o participante surpresa "coringa" na Casino Ladder match e ganhou o poker chip, ganhando assim uma luta pelo AEW World Championship no horário e local de sua escolha. Depois que Jon Moxley manteve o título no episódio de 18 de outubro do "Dynamite", Moxley chamou MJF e o incitou a usar a ficha de poker naquela noite, no entanto, MJF anunciou que iria ganhar dinheiro e desafiar Moxley pelo AEW World Championship no Full Gear.
No All Out, Swerve In Our Glory (Keith Lee e Swerve Strickland) derrotaram The Acclaimed (Anthony Bowens e Max Caster) para manter o AEW World Tag Team Championship. Em uma revanche pelo título no Grand Slam, The Acclaimed derrotou Swerve In Our Glory para vencer os títulos. No episódio de 26 de outubro do Dynamite, Swerve In Our Glory derrotou FTR (Dax Harwood e Cash Wheeler) para se tornarem os desafiantes número 1 ao AEW World Tag Team Championship, e no episódio da mesma semana do Rampage, a terceira luta pelo título entre The Acclaimed e Swerve In Our Glory foi agendada para o Full Gear.
Em 28 de outubro no episódio do Rampage, a AEW anunciou o retorno do AEW World Championship Eliminator Tournament; um torneio de eliminação simples de oito homens que culminou no Full Gear com o vencedor recebendo uma luta pelo AEW World Championship no Winter Is Coming. No mesmo episódio, Dante Martin e Ethan Page se autodenominaram os dois primeiros participantes do torneio. Na semana seguinte, Eddie Kingston, Bandido, Rush, Lance Archer, Ricky Starks e Brian Cage foram revelados como os participantes restantes do torneio. Em 17 de novembro, durante entrevista à mídia antes do Full Gear, Tony Khan confirmou que a final do torneio aconteceria no episódio de 23 de novembro do Dynamite, com a luta semifinal entre Brian Cage e o vencedor da luta Lance Archer vs. Ricky Starks acontecendo no Full Gear: Zero Hour.
Durante o Dynamite : Grand Slam em 21 de setembro, Saraya, anteriormente conhecida como Paige na WWE, fez sua estreia pela AEW, confrontando a Dr. Britt Baker, DMD e suas companheiras de equipe. No episódio de 5 de outubro do Dynamite, Saraya teve outro confronto com Baker, que levou a uma luta física, marcando a primeira vez que Saraya se envolveu no wrestling desde que foi forçada a se aposentar em 2017 devido a uma grave lesão no pescoço. No episódio de 9 de novembro, Saraya anunciou que estava 100% liberada para retornar ao ringue e faria sua primeira luta em cinco anos no Full Gear contra Baker.
No All Out, a The Elite (Kenny Omega, Matt Jackson e Nick Jackson) venceram o AEW World Trios Championship inaugural. Três dias depois no Dynamite, no entanto, eles foram suspensos e destituídos do título devido ao seu envolvimento na confusão nos bastidores que ocorreu durante o scrum de mídia pós-evento do All Out. Nesse mesmo episódio, o Death Triangle (Pac, Penta El Zero M e Rey Fénix) conquistaram o título vago. No final de outubro, começaram a ser exibidas vinhetas intituladas "Delete The Elite", aludindo ao retorno da The Elite no Full Gear. No episódio de 16 de novembro, Death Triangle abordou as vinhetas, após o que, um gráfico apareceu na tela para confirmar que The Elite enfrentaria Death Triangle pelo AEW World Trios Championship no Full Gear.

## Após o evento
No episódio seguinte do Dynamite, foi anunciado que a Campeã Mundial Feminina da AEW, Thunder Rosa, havia renunciado ao título, assim Jamie Hayter foi reconhecida como a campeã linear indiscutível. O reinado interino de Toni Storm também se tornou retroativamente um reinado oficial.
William Regal apareceu no episódio seguinte do Dynamite para abordar suas ações, mas foi interrompido por Jon Moxley, que apareceu para confrontá-lo, mas foi interrompido por Bryan Danielson. Moxley então disse a Regal para ir embora e nunca mais voltar. O novo Campeão Mundial da AEW MJF fez sua primeira aparição pós-Full Gear no episódio da semana seguinte ao lado de Regal, onde eles revelaram a versão personalizada de MJF do cinturão, que ele apelidou de "Big Burberry Belt", ou Triple-B, com exatamente o mesmo design do cinto padrão, mas com uma pulseira de couro marrom moldada no padrão xadrez da marca registrada da Burberry para combinar com o cachecol Burberry exclusivo de MJF. Ele também explicou que ele e Regal começaram uma aliança após um e-mail que Regal lhe enviou depois que a The Firm atacou MJF algumas semanas antes. No entanto, MJF então se voltou contra Regal e foi expulso por Danielson. Na semana seguinte, foi reproduzido um vídeo pré-gravado de Regal, que abordava o futuro do Blackpool Combat Club. Regal disse que eles não precisavam mais dele e ele precisava mostrar isso a eles, e foi por isso que ele traiu Moxley. Ele também disse que sabia que Moxley, Danielson e Claudio Castagnoli seriam capazes de ensinar Wheeler Yuta a se tornar um dos melhores lutadores. Esta seria a última aparição de Regal na AEW, já que optou por não renovar seu contrato que expirava no final do ano para que pudesse retornar a WWE e ajudar a treinar seu filho Charlie Dempsey no NXT.
Depois que o Death Triangle (Pac, Penta El Zero M e Rey Fénix) retiveram o AEW World Trios Championship sobre a The Elite (Kenny Omega, Matt Jackson e Nick Jackson), foi anunciado que sua luta no Full Gear foi a primeira de uma série melhor de sete pelo título. A série ocorreu nos próximos meses, indo até a sétima e última luta em 11 de janeiro de 2023, em um episódio do Dynamite. Na final, a The Elite derrotou Death Triangle em uma Escalera de la Muerte para conquistarem AEW World Trios Championship pela segunda vez.

## Resultados
| Nº                                          | Resultados | Estipulações | Tempo |
| ------------------------------------------- | --- | --- | ----- |
| Pré- show                                   | Best Friends (Chuck Taylor e Trent Beretta), Orange Cassidy, Rocky Romero, e Danhausen derrotaram The Factory (QT Marshall, Aaron Solo, Lee Johnson, Nick Comoroto, e Cole Karter)   | Luta de quintetos | 11:55 |
| Pré- show                                   | Ricky Starks derrotou Brian Cage (com Prince Nana) | Semiinal do AEW World Championship Eliminator Tournament                                                              | 10:00 |
| Pré- show                                   | Eddie Kingston derrotou Jun Akiyama | Luta individual | 10:30 |
| 1                                           | "Jungle Boy" Jack Perry derrotou Luchasaurus (com Christian Cage) por submissão | Luta Steel Cage | 18:40 |
| 2                                           | Death Triangle (Pac, Penta El Zero Miedo e Rey Fénix) (c) derrotaram The Elite (Kenny Omega e The Young Bucks (Matt Jackson e Nick Jackson)) (com Brandon Cutler e Michael Nakazawa) | Luta de trios pelo AEW World Trios Championship Essa foi a primeira luta de uma séries melhor de sete.                | 18:40 |
| 3                                           | Jade Cargill (c) (com Kiera Hogan e Leila Gray) derrotou Nyla Rose (com Marina Shafir e Vickie Guerrero)                                                                             | Luta Individual pelo AEW TBS Championship                                                                             | 8:00  |
| 4                                           | Chris Jericho (c) derrotou Bryan Danielson, Claudio Castagnoli e Sammy Guevara | Luta Four-way pelo ROH World Championship                                                                             | 21:30 |
| 5                                           | Saraya derrotou Dra. Britt Baker, D.M.D. | Luta Individual | 12:30 |
| 6                                           | Samoa Joe derrotou Wardlow (c) e Powerhouse Hobbs | Luta Three-way pelo AEW TNT Championship                                                                              | 9:55  |
| 7                                           | Sting e Darby Allin derrotaram Jeff Jarrett e Jay Lethal (com Sonjay Dutt e Satnam Singh)                                                                                            | Luta de duplas sem desclassificação                                                                                   | 11:00 |
| 8                                           | Jamie Hayter derrotou Toni Storm (c) | Luta Individual pelo AEW Women's World Championship interino                                                          | 15:00 |
| 9                                           | The Acclaimed (Anthony Bowens e Max Caster) (c) derrotaram Swerve In Our Glory (Keith Lee e Swerve Strickland)                                                                       | Luta de Duplas pelo AEW World Tag Team Championship                                                                   | 19:40 |
| 10                                          | MJF derrotou Jon Moxley (c) (com William Regal) | Luta Individual pelo AEW World Championship Esta é a luta de cash-in da ficha de pôquer da Casino Ladder match de MJF | 23:15 |
| (c) – Refere-se aos campeões antes da luta. | | |       |